# Карузи
Карузи (рунди Karuzi) — город на севере Бурунди, административный центр одноимённой провинции.

## Географическое положение
Город находится в восточной части провинции, к востоку от реки Ндамука, на высоте 1600 метров над уровнем моря. Карузи расположен на расстоянии приблизительно 88 километров к востоку-северо-востоку (ENE) от Бужумбуры, крупнейшего города страны.

## Население
По данным переписи 1991 года численность населения Карузи составляла 3403 человек.
Динамика численности населения города по годам:
| 1991 | 2008   |
| ---- | ------ |
| 3403 | 10 317 |

## Транспорт
Ближайший аэропорт расположен в городе Гитега.